# Municipalitatea Roja
Municipalitatea Roja (în letonă Rojas novads) este o municipalitate din Curlanda, Letonia. Municipalitatea a fost formată în 2009 prin comasarea parohiei Mērsrags și a parohiei Roja, centrul administrativ fiind Roja. Din 2010 a fost creată Municipalitatea Mērsrags, care s-a separat de Roja.